# Jan Chryzostom Ustarbowski
Jan Chryzostom Ustarbowski herbu Abdank odmienny – ławnik pucki w latach 1668-1674.
Poseł sejmiku generalnego pruskiego na sejm 1658 roku, sejm nadzwyczajny 1668 roku.